# Station Cornil
Station Cornil is een spoorwegstation in de Franse gemeente Cornil. 
Het station is eigendom van de nationale spoorwegmaatschappij van Frankrijk, de SNCF en spoorwegbeheerder Réseau Ferré de France. De SNCF maakt als enige vervoerder gebruik van het enkele spoor dat er ligt, onder de merknaam TER.
Het station ligt in het zuiden van Frankrijk, en bevindt zich op de treinlijn Brive-Tulle-Meymac in Corrèze. Dit is een Frans departement en gemeente in de regio Nouvelle-Aquitaine. In het noordoosten ligt Station Tulle en in het zuidwesten bevindt zich station d'Aubazine-Saint-Hilaire. Er stoppen nog steeds treinen, maar in het jaar 2000 besloot de SNCF het stationsgebouw te vernietigen. Deze vernietiging werd in het geheim besloten en uitgevoerd. 
Lijnnummer: 2751